# Pateley Bridge
Pateley Bridge is een plaats en civil parish in het bestuurlijke gebied Harrogate, in het Engelse graafschap North Yorkshire met 2000 inwoners.

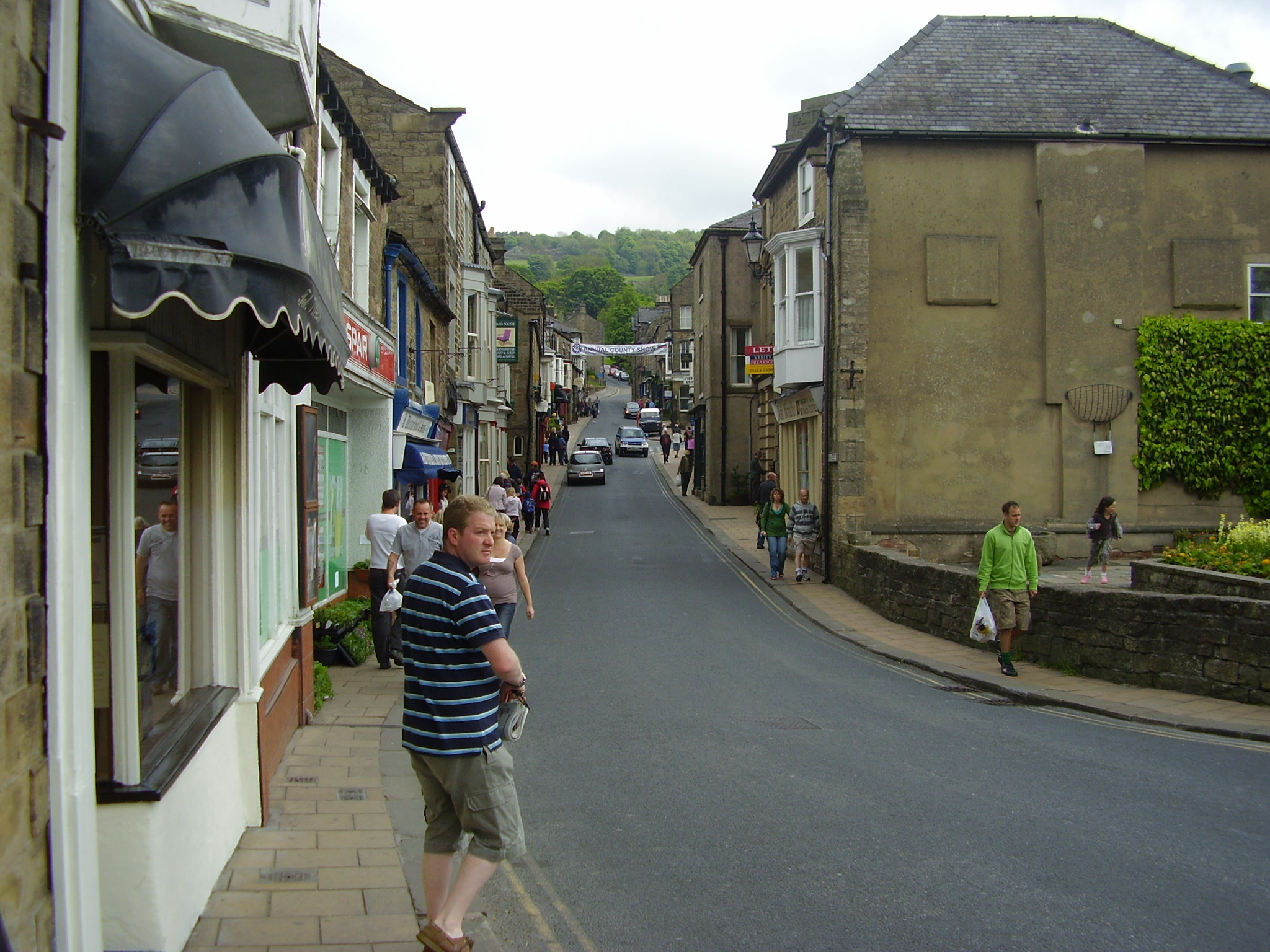
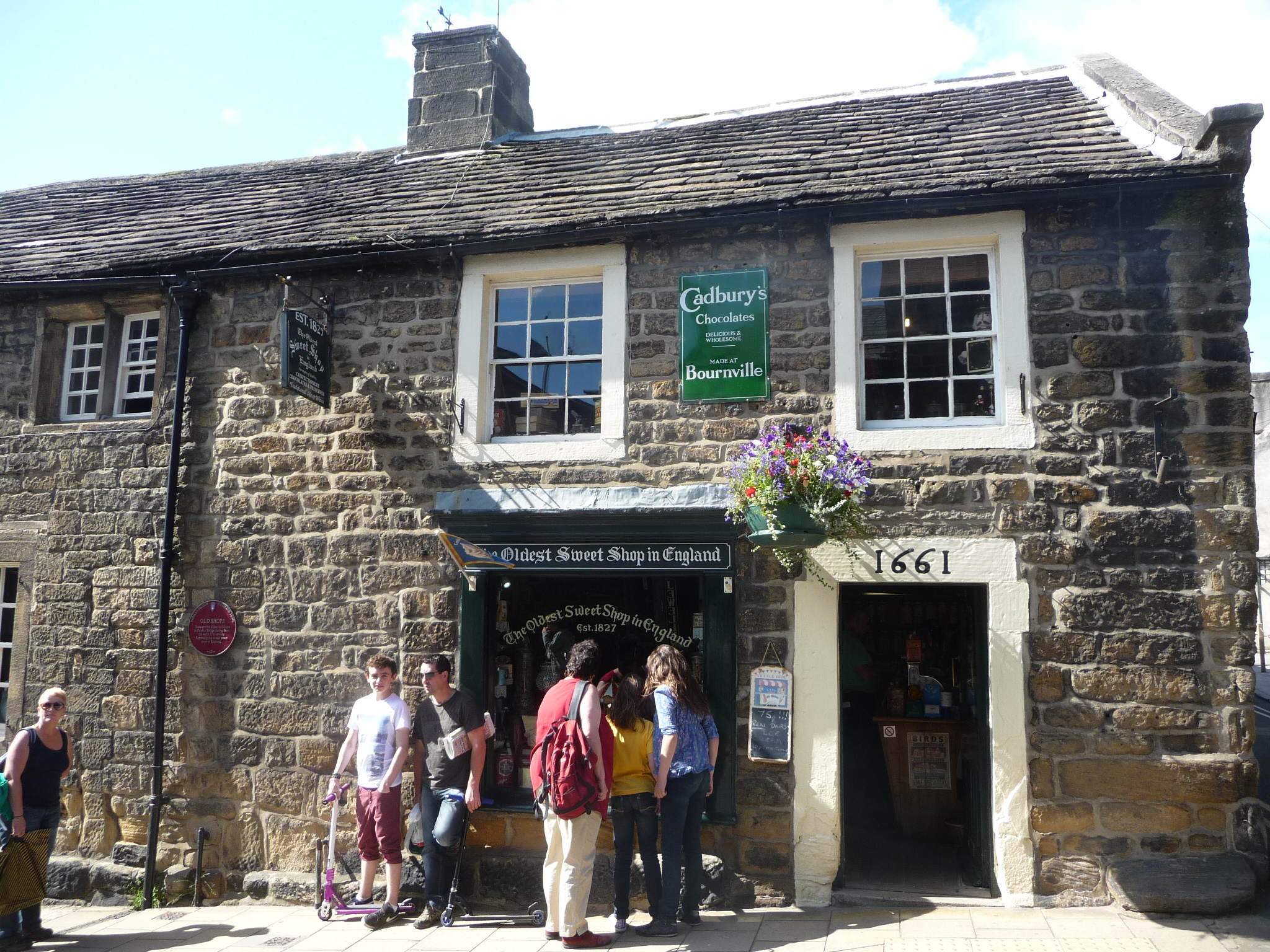